# Lollapalooza
Lollapalooza (pronunție în engleză [lɒləpəluːzə]) este un festival muzical anual care întrunește formații populare de alternative rock, heavy metal, punk rock și hip hop, evoluții dance și comedie.
Creat în 1991 de solistul lui Jane's Addiction, Perry Farrell ca turneu de adio pentru formația sa, Lollapalooza s-a organizat anual până în 1997, și a fost „reînviat” în 2003. 
Festivalul găzduiește peste 160.000 de oameni pe durata a trei zile. Lollapalooza a prezentat diiverse tipuri de formații, printre care și Rollins Band, Nine Inch Nails, Jane's Addiction, The Smashing Pumpkins, Muse, Babes in Toyland, Beastie Boys, Coldplay, Stone Temple Pilots, Depeche Mode, Foo Fighters, Red Hot Chili Peppers, Ministry, Pearl Jam, The Cure, Of Monsters and Men, Primus, The Killers, The National, Rage Against the Machine, Arcade Fire, Franz Ferdinand, X Japan, Audioslave, Soundgarden, Siouxsie and the Banshees, Cage The Elephant, Alice in Chains, Björk, MGMT, Tool, The Black Keys, deadmau5, Hole, Body Count, Ice-T, Queens of the Stone Age, The Drums, The Strokes, Arctic Monkeys, Calvin Harris, Thenewno2, Fishbone, Lady Gaga și Butthole Surfers.

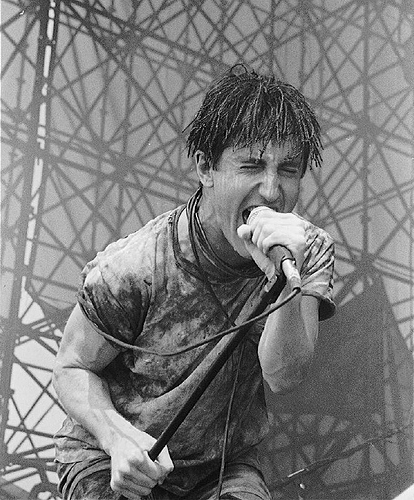
Liderul lui Nine Inch Nails, Trent Reznor pe durata festivalului Lollapalooza 1991

| Imagine indisponibilă |  | Imagine indisponibilă |
| Lady Gaga vine pentru prima dată la festival cu Lady Starlight înainte de a deveni celebră, în 2007, și se înatoarce trei ani mai târziu cu Semi Precious Weapons, în 2010, ca cântăreață cunoscută internațional. |  |                       |